# Белларин (полуостров)
Белларин (англ. Bellarine) — полуостров, расположенный к юго-востоку от Мельбурна в австралийском штате Виктория. Окружён заливом Порт-Филлип, Corio Bay и Бассовым проливом. Вместе с полуостровом Морнингтон отделяет Порт-Филлип от Бассового пролива. Изначально заселён племенем аборигенов Wathaurong, до первых европейских поселенцев в XIX веке, которые выращивали пшеницу и другие злаковые, затем полуостров стал популярен среди туристов.
Сегодня на полуострове приблизительно живёт 55 000 человек. Тем не менее Белларин это набирающий славу туристический регион со множеством пляжей и винодельных заводов.